# Rote Schülerfront
Die Rote Schülerfront (RSF) München wurde am 22. Dezember 1969 gegründet.
Damit war sie eine der frühesten marxistisch-leninistischen Schülerorganisationen, die bundesweite Bedeutung für die damalige linksradikale Schülerbewegung besaß. Die RSF hatte Mitte der 1970er Jahre etwa 300 Mitglieder.
Ihr Vorläufer war die Unabhängige Schülergemeinschaft bzw. -gruppe (USG) München, deren Ursprung, nach Angaben der RSF, die Junge Union München war, in der 1967 eine neue Gruppe tätig geworden sei, deren 20 aktivste Mitglieder aber schon knapp ein halbes Jahr später ausgetreten seien um die USG zu bilden.
Bis zum 1. Mai 1970, wo sie mit der KPD/ML demonstrierte, unterstützte die RSF sowohl die Arbeiterbasisgruppen (ABG) München als auch die KPD/ML durch Verteiltätigkeiten.
Danach ordnet sie sich allein den Arbeiter-Basis-Gruppen für den Wiederaufbau der KPD (ABG) zu, war damit bald deren wichtigste Stütze, da diese nur kleine Studentengruppen an sich binden konnte. Dies war die Interfrak der Roten Zellen München, die später den Kommunistischen Hochschulbund (Marxisten-Leninisten) – KHB (ML) München – bildete.
Daher erschien dann auch zeitweise durch KHB (ML) und RSF gemeinsam die 'Kommunistische Schüler- und Studentenzeitung' (KSZ), die bundesweit fast ein Unikum darstellte, da in der Regel getrennte Schüler- und Studentenzeitungen herausgegeben wurden. Wer bei dieser Kooperation die stärkere Kraft war, zeigt sich an der zugleich noch erscheinenden 'Münchner Schülerzeitung', die durch die  Aktionseinheit antiimperialistischer Schüler München herausgegeben wurde, d. h. den Zusammenschluss der ehemaligen Basisgruppen. Diese wurden meist in Demokratische Initiativen (DI) umbenannt. Bald gab die RSF dann wieder allein den 'Roten Weg' heraus, der zeitweise in den Ausgaben München, Passau und Regensburg erschien, wobei es ergänzend weitere örtliche Beilagen gab.
Die RSF dehnte sich nicht nur nach Regensburg aus, wie am 5. Mai 1971, sondern auch in eine ganze Reihe weiterer Orte:
- Oberbayerns, wie Altötting und Ingolstadt,
- Niederbayerns, wie Passau,
- der Oberpfalz, wie Amberg und Weiden, und
- Schwabens, wie Augsburg.

Mehrfach erschienen Presseberichte über die RSF, wie am 8. August 1972 im Münchner Merkur. Auch Der Spiegel nahm Notiz und erklärte 1974 den Erfolg der Schüler Union daraus, dass diese ungleich linken Gruppen wie etwa 'Rote Schülerfront' und 'Rote Garde' oder den Organisationen der DKP keine ideologischen Auseinandersetzungen anheize.
1978 berichtete der Spiegel erneut, dass die RSF der Beobachtung des Bayerischen Verfassungsschutzes unterliege. Laut Verfassungsschutzbericht Bayern zählten RSF und KHG im Berichtszeitraum 1978 „zu den einflußreichsten und aktivsten Gruppen an bayerischen Schulen und Hochschulen“.
Die RSF stellte zeitweise den bayrischen Schülersprecher, Uli Sedlaczek aus Unterpfaffenhofen, die Bezirksschülersprecher der Oberpfalz, Joachim Grytzyk aus Regensburg, und Niederbayerns, Alois Biebl aus Waldkirchen standen ihr mutmaßlich nahe.
Abnehmende Aktivitäten der RSF meldete der bayerische Verfassungsschutz erstmals 1983, im folgenden Jahr konnten keine mehr festgestellt werden. Etwa um diese Zeit wurde die RSF des Arbeiterbundes für den Wiederaufbau der KPD (AB) in den Bund Deutscher Pfadfinder im Bund Demokratischer Jugend – Landesverband Bayern (BDP/BDJ) überführt, der in den bayerischen Verfassungsschutzberichten ab 1978 als vom AB beeinflusste Jugendorganisation bezeichnet wurde. Da dem BDP/BDJ 1984 gerichtlich die Verwendung der Bezeichnung BDP untersagt worden war, trat er einige Zeit unter dem Namen seiner Zeitschrift Kämpfende Jugend auf, ab 1985 nannte er sich Initiative für die Vereinigung der revolutionären Jugend.

## Periodika
- Kommunistische Schüler- und Studentenzeitung (KSZ) 1971-1972
- Münchner Schülerzeitung (MSZ-nahestehend) 1972
- Roter Weg ab Ende 1972